# A Família Addams 2
Addams Family Values (br/pt: A Família Addams 2) é um filme americano de 1993 do gênero comédia de humor negro, seqüência de grande sucesso do filme de 1991 A Família Addams, com o mesmo elenco principal. Foi escrito por Paul Rudnick e dirigido por Barry Sonnenfeld, estrelado por Raul Julia, Anjelica Huston, Christopher Lloyd, Christina Ricci, Carel Struycken, Jimmy Workman e Christopher Hart. Joan Cusack interpreta uma serial killer que se casa com o tio Fester Addams (Lloyd) com a intenção de matá-lo por sua herança, enquanto Wednesday (Ricci) e Pugsley (Workman) são enviados para o acampamento de verão. Incluído na trilha sonora está "Supernatural Thing", que foi um sucesso nas paradas de Ben E. King.
Comparado ao seu antecessor, que manteve algo da abordagem de comédia maluca do seriado de comédia dos anos 60, Addams Family Values é mais apresentado por piadas macabras. O filme foi bem recebido pelos críticos, em contraste com a recepção crítica mista de seu antecessor. No entanto, ao contrário do primeiro filme, fez lucros médios ao ganhar US$110,9 milhões contra um orçamento de US$47 milhões.

## Sinopse
A chegada do bebê Pubert, o mais novo membro do clã Addams, desperta o ciúme dos filhos Wednesday e Pugsley, que insistem em armar inúmeras tentivas para tentarem se livrar do irmão, um bebê meigo, sombrio e muito esperto. Graças a isso, Mortícia e Gomez decidem contratar a babá Debbie Jellinsky para tomar conta de Pubert. O que eles desconhecem é que Debbie é uma assassina profissional e interesseira, conhecida por matar todos os maridos ricos com quem se casa. Quando Wednesday começa a desconfiar das verdadeiras atitudes de Debbie, esta convence Gomez e Mortícia a mandar os filhos mais velhos para um acampamento de verão.
Enviados para o Campo Chippewa, Wednesday e Pugsley são recebidos pelos instrutores excessivamente zelosos Gary e Becky Granger, e também pela popular garota Amanda Buckman, que não compreende as cores e os modos sombrios dos irmãos Addams, tornando-se rival de Wednesday. O nerd e leitor de livros Joel, que também foi mandado para o acampamento contra a vontade, se apaixona por Wednesday.
Enquanto isso, o solitário e solteirão Fester confessa a Gomez que sente falta de uma companheira em sua vida. Ele se apaixona por Debbie, que ao descobrir que ele é rico, começa a seduzi-lo.
Aproveitando-se da paixão que Fester sente por ela, Debbie decide se casar com ele, para depois matá-lo e ficar com a sua fortuna. O casal se casa, enquanto Debbie fica cada vez mais horrorizada com o comportamento dos Addams, principalmente durante a despedida de solteiro do casal.
Durante a lua de mel, Debbie tenta matar Fester, jogando um aparelho de som na banheira, mas falha. Frustrada, ela convence Fester a romper relações com o resto dos Addams, e quando a família vai visitá-los na nova mansão do casal, Debbie os expulsa do local. Os Addams estão alarmados ao descobrir que Pubert se transformou em um bebê de bochechas rosadas e cabelos dourados. A Vovó Addams diagnostica isso como resultado de sua vida familiar interrompida, deixando Gomez deprimido.
No acampamento, Wednesday é escolhida para interpretar Pocahontas na peça de Gary em homenagem ao Dia de Ação de Graças. Quando Wednesday se recusa a participar, ela, Pugsley e Joel são obrigados a assistirem filmes otimistas e familiares da Disney. Depois, Wednesday finge alegria e concorda em participar da peça teatral. No entanto, ela não segue o roteiro de Gary, vinga-se de Amanda e acabando por incendiar o acampamento. Aproveitando-se da confusão, ela, Joel e Pugsley fogem em uma canoa, enquanto Wednesday beija Joel.
Debbie tenta matar Fester explodindo a sua mansão. Ela acha que finalmente se livrou de Fester, mas na verdade ele sobreviveu à explosão. Depois disso, Debbie puxa uma arma e diz a Fester que não o ama e que estava só interessada em seu dinheiro. A Coisa intervém e Fester consegue escapar. Fester pede desculpas a Gomez, enquanto Wednesday e Pugsley retornam, reunindo a família. Debbie chega e amarra os Addams em cadeiras elétricas, revelando-lhes que matou seus pais e maridos anteriores por razões incrivelmente egoístas e materialistas, enquanto os Addams a ouvem com simpatia e compaixão. No andar de cima, Pubert, que voltou ao normal, escapa do berço e é jogado no quarto onde a família está presa. Debbie aciona o interruptor para eletrocutar a família, mas Pubert troca os fios e eletrocuta Debbie, que é incinerada e transformada em uma pilha de cinzas.
Meses depois, na primeira festa de aniversário de Pubert, Fester lamenta a morte de Debbie, mas se apaixona por Dementia, a babá do casal Margareth e Primo It. No cemitério da família Addams, Wednesday  diz a Joel que Debbie era uma assassina desleixada e, que ao invés de eletrocutar, seu plano era assustar Fester até a morte. Enquanto Joel coloca flores no túmulo de Debbie, uma mão emerge da terra e agarra o braço dele. Joel grita enquanto Wednesday sorri.

## Elenco
- Anjelica Huston .... Morticia Addams
- Raúl Juliá .... Gomez Addams
- Christopher Lloyd .... tio Fester Addams
- Christina Ricci .... Wednesday Addams
- Christopher Hart ....  Coisa (Mãozinha)
- Carel Struycken .... Lurch
- Jimmy Workmen .... Pugsley Addams
- Carol Kane ....  Vovó Addams (substituindo Judith Malina)
- John Franklin .... primo Itt
- Joan Cusack .... Debbie Jellinsky, uma viúva negra profissional.
- Dana Ivey .... Margaret Addams, (Sra. primo Itt), ex-esposa de Tully Alford e atual esposa de primo Itt.
- David Krumholtz .... Joel Glicker, o interesse amoroso de Wednesday.
- Kaithlyn Hooper .... Pubert Addams
- Kristen Hooper .... Pubert Addams
- Peter MacNicol .... Gary Granger, co-proprietário do Camp Chippewa.
- Christine Baranski .... Becky Martin-Granger, esposa de Gary e co-proprietária de Camp Chippewa.
- Mercedes McNab .... Amanda Buckman, uma campista no Camp Chippea. McNab anteriormente retratou a escoteira no primeiro filme.
- Cynthia Nixon .... Heather, uma hippie e uma das babás em potencial para Pubert.
- Charles Busch .... prima Aphasia du Berry, condessa e parente da Família Addams.
- Douglas Brian Martin e Steven M. Martin .... Dexter e Donald Addams, o parente de duas cabeças da Família Addams.
- Allegra Kent .... prima Ophelia Addams, irmã de Morticia Addams.
- Ryan Holihan .... Lumpy Addams, um parente corcunda da Família Addams.
- Maureen Sue Levin e Darlene Levin .... Flora e Fauna Amor,  gêmeas xifópagos que Gomez e Fester costumavam namorar e que freqüentam o casamento de Fester e Debbie.
- Carol Hankins como Demência, uma mulher careca que se torna babá da prima Itt e da filha de Margaret, What.

Cameo
- Diretor Barry Sonnenfeld .... Sr. Glicker, pai de Joel Glicker.
- Julie Halston .... Sra. Glicker, mãe de Joel Glicker.
- Nathan Lane .... sargento da polícia, um sargento que ouviu o discurso de Gomez sobre o casamento de Fester e Debbie. Lane acabaria por interpretar Gomez no musical The Addams Family.
- David Hyde Pierce .... médico da sala de parto, um médico que ajudou a entregar Pubert.
- Peter Graves .... âncora do programa America's Most Disgusting Unsolved Crimes
- Sam McMurray .... Don Buckman, pai de Amanda
- Harriet Sansom Harris .... Ellen Buckman, mãe de Amanda
- Ian Abercrombie .... motorista que pegou Fester e Debbie da lua de mel havaiana.
- Tony Shalhoub .... Jorge, um cliente no bar que Debbie vai

## Produção
Os "valores da família" (family values em inglês) no título do filme são uma referência explícita do escritor Paul Rudnick a um infame discurso de 1992 ("Reflexões sobre a América Urbana") feito pelo então candidato a vice-presidente dos Estados Unidos Dan Quayle. No discurso, Quayle culpou os distúrbios de Los Angeles em 1992 pela quebra de "valores familiares", que causaram muita controvérsia e escárnio depois.
Segundo Anjelica Huston, durante as filmagens de Addams Family Values, ficou cada vez mais claro que a saúde de Raul Julia estava se deteriorando. Ele teve problemas para comer e, como resultado, estava perdendo peso. Ele morreu dentro de um ano após o lançamento do filme.
O Parque Nacional da Sequoia, particularmente o Lago Sequoia, na Serra Nevada da Califórnia, foi o local do filme "Camp Chippewa".

## Recepção

### Resposta crítica
Addams Family Values foi bem recebido, recebendo críticas significativamente melhores do que o primeiro filme. No site de agregação de críticas Rotten Tomatoes, o filme recebeu uma classificação de aprovação de 76% com base em 50 avaliações, com uma classificação média de 6,53/10. O consenso crítico do site diz: "Novos personagens bem desenvolvidos acrescentam dimensão a essa sátira extravagante, criando uma comédia muito mais substancial que a original". Em Metacritic, o filme tem uma pontuação média ponderada de 62 em 100 com base em 20 críticos, indicando "críticas geralmente favoráveis". O público pesquisado pela CinemaScore atribuiu ao filme uma nota B+.
Janet Maslin, do The New York Times, se perguntou se "a realização desta sequência era pura labuta para todos os envolvidos", e então respondeu a si mesma escrevendo: "Há muita alegria na tela, graças a um elenco e uma concepção visual que eram perfeitos em primeiro lugar, e um roteiro de Paul Rudnick, especializado em humor subversivo e deliciosamente arqueado".
Richard Schickel, escrevendo para a Time, chamou o filme de "um filme essencialmente preguiçoso, muitas vezes se contentando com piadas fáceis e efeitos especiais que não chegam a um ponto realmente engraçado".
Gene Siskel e Roger Ebert não gostaram do primeiro filme. Siskel deu a este filme uma crítica mista e acusou Sonnenfeld de se preocupar mais com a aparência do filme do que com as piadas. Ebert pensou que, incomumente para uma sequência, era melhor que o primeiro filme, e ele gostou das várias sub-tramas, e recomendou o filme.

## Prémios e nomeações
- Recebeu uma nomeação ao Óscar, na categoria de Melhor Direção de Arte (Ken Adam, Marvin March),[17]
- Recebeu uma nomeação ao Globo de Ouro, na categoria de Melhor Actriz - Comédia/Musical (Anjelica Huston).
- Recebeu uma nomeação ao BAFTA, na categoria de Melhor Caracterização (Kevin Haney, Katherine James, Fred C. Blau Jr., e Fern Buchner).
- Ganhou a Framboesa de Ouro de Pior Canção Original (Addams Family (Whoomp!)).

Addams Family Values foi nomeado para a lista das melhores comédias estadunidenses segundo o American Film Institute. Em 2016, James Charisma, da Playboy, classificou o filme em #15 em uma lista de 15 sequelas que são muito melhores que os originais.

### Bilheteria
Addams Family Values abriu em #1 em seu fim de semana inicial com um total relatado de US$14,117,545. Na segunda semana, o filme caiu para o segundo lugar, e na terceira semana para o terceiro lugar.
Sua bilheteria doméstica final foi de US$48,919,043, um declínio significativo em relação ao total doméstico do filme anterior, de US$113,502,426.

## Trilha sonora original
Addams Family Values: The Original Orchestral Score foi um dos dois álbuns da trilha sonora lançados em apoio ao filme de 1993 Addams Family Values, a sequência do filme de 1991 The Addams Family. A trilha original original apresentava seleções da música incidental do filme, produzida pelo compositor Marc Shaiman e conduzida pelo indicado ao Oscar Artie Kane. A outra trilha sonora de Addams Family Values, Addams Family Values: Music from the Movie, apresentou gravações de hip-hop e R&B.

### Lista de faixas
1. "It's an Addams!" – 2:05
2. "Sibling Rivalry" – 3:01
3. "Love on a Tombstone" – 1:01
4. "Debbie Meets the Family" – 2:17
5. "Camp Chippewa/"Camp Chippewa Song"" [*] – 1:36
6. "Fester's in Love" – 0:32
7. "The Big Date" – 2:28
8. "The Tango" – 2:44
9. "Fester and Debbie's Courtship" – 2:42
10. "Wednesday and Joel's Courtship" – 1:18
11. "The Honeymoon Is Over" – 1:27
12. "Escape from Debbie" – 3:27
13. "Eat Us" – 1:02
14. "Wednesday's Revolt" – 2:26
15. "Debbie's Big Scene" – 6:59
16. "Some Time Later" – 3:09

- Esta faixa com o asterisco tem Shaiman e Kane compartilhando créditos de desempenho. Todas as outras faixas creditam Kane sozinho.

## Trilha sonora
Addams Family Values: Music from the Motion Picture foi lançada pela Atlas Records no final de 1993 para promover Addams Family Values, uma sequência do filme de 1991 The Família Addams.
O álbum conta com várias versões covers de canções de hip-hop e R&B da década de 1970 de funk/soul de vários artistas, incluindo:
- Charles & Eddie, que fazem o cover de "Supernatural Thing"  de Ben E. King (composto por Haras Fyre)
- H-Town, que faz cover de "It's Your Thing" da banda The Isley Brothers
- Shabba Ranks, Patra, eTerri & Monica, que fazem o cover de "Family Affair" da banda Sly & the Family Stone
- R. Kelly e Mad Cobra, que fazem cover de "Do Your Thing" de Isaac Hayes.

Uma versão remixada do hit atual do Tag Team, "Whoomp! (There It Is)", "Addams Family (Whoomp!)", Foi usada como o single principal.

### Lista de faixas
1. "It's Your Thing", realizado por H-Town – 3:59
2. "Be Thankful for What You Got", realizado por Portrait – 4:37
3. "Express Yourself", realizado por Roger e Fu-Schnickens – 5:31
4. "Whatcha See Is Whatcha Get", realizado por RuPaul – 4:50
5. "Family Affair", realizado por Shabba Ranks, Patra, com Terri & Monica – 4:29
6. "Night People", realizado por Brian McKnight – 4:29
7. "Supernatural Thing", realizado por Charles & Eddie – 4:35
8. "Do Your Thing (Love On)", realizado por R. Kelly e Mad Cobra – 4:35
9. "Do It Any Way You Wanna (It's on You)", realizado por Guru – 4:28
10. "May You Always Drink Bizarre", realizado por P.M. Dawn – 3:23
11. "Addams Family (Whoomp!)", realizado por Tag Team – 3:50

### O envolvimento de Michael Jackson
A Paramount Pictures contratou o cantor popular americano Michael Jackson para gravar uma música com tema de terror e promovê-la com um vídeo. Na tentativa de lidar com a publicidade negativa das acusações de abuso sexual de crianças, Jackson recorreu a medicamentos prescritos e teve que passar por uma longa reabilitação. Ele não conseguiu terminar o vídeo e sua música, "Is It Scary", foi retirada do filme. A música foi incluída em seu álbum de 1997, Blood on the Dance Floor: HIStory in the Mix; o projeto do vídeo foi finalizado, de forma independente, como o filme Michael Jackson's Ghosts.
Michael Jackson deveria apresentar uma música no filme chamada Addams Groove/Family Thing. Há rumores de que a música foi removida devido às alegações de abuso sexual infantil; na realidade, foi por causa de diferenças contratuais com a Paramount Pictures. Desde então, a música vazou online.

## Mídia doméstica
O filme foi lançado em DVD em 2000, com dois trailers dos cinemas como bônus especiais. Foi relançado em 2006 com o primeiro filme em um único disco, sem novos recursos. Em 1 de outubro de 2019, a Paramount Pictures lançou pela primeira vez em Blu-ray Paramount Movies um lançamento duplo de Addams Family e Addams Family Values.
Na Austrália, o filme foi lançado em VHS pela Paramount Home Entertainment (Australásia) em 1994. Em 2002, o filme foi lançado em DVD com trailers dos cinemas nos bônus extras.

## Jogo eletrônico
Addams Family Values é um jogo eletrônico de RPG eletrônico de ação para o Super NES. Foi liberado em 16 de abril de 1994, pela Oceansoft. Também foi liberado para o Sega Mega Drive na Europa. É baseado no filme Addams Family Values.